# 缪光祯
缪光祯（1931年—），男，汉族，广东中山人，中国日语翻译家，北京周报社译审，中国翻译协会表彰的资深翻译家。